# Koukounariés
Koukounariés, en grec moderne : Κουκουναριές, est un village de l'île de Skiáthos, dans le district régional des Sporades, en Thessalie, Grèce. 
Selon le recensement de 2011, il compte une population de 119 habitants.